# Acer (entreprise)
Pour les articles homonymes, voir Acer.
Acer Inc. ou Acer Incorporated est un constructeur informatique taïwanais spécialisé dans la recherche et le développement, la conception, la production et la vente de produits informatiques  fondé par Stan Shih.

## Historique

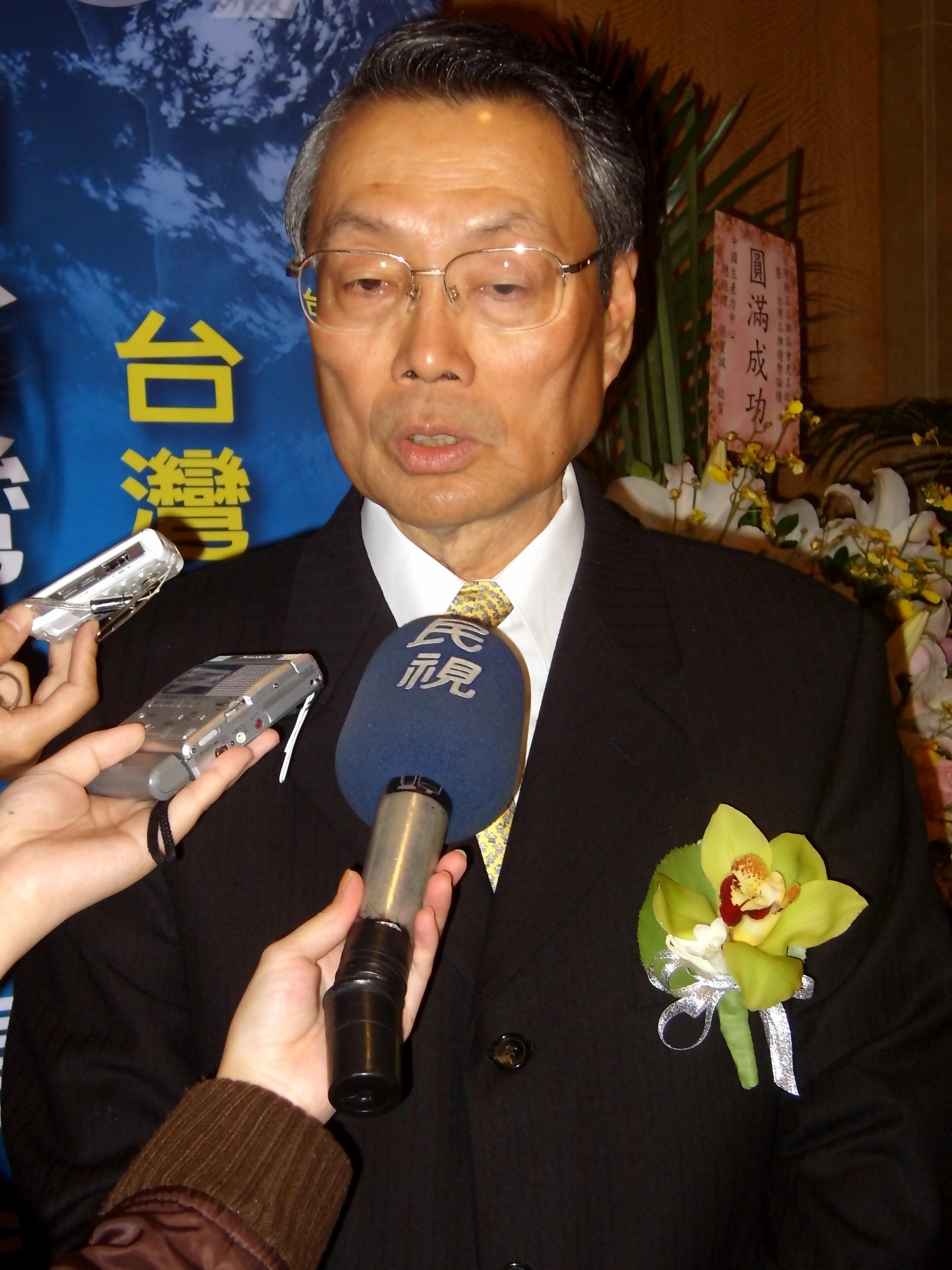
Le père fondateur de ACER, Stan Shih.

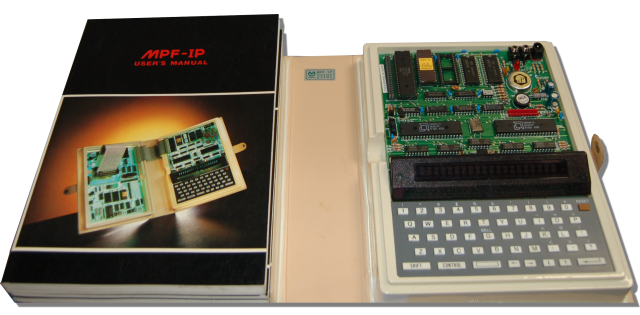
Micro-Professor MPF-I (1981)

Fondé en 1976, par Stan Shih le groupe Acer possède aujourd'hui de très nombreuses participations dans d'autres groupes industriels, notamment : Wistron, AOpen (en), AU Optronics (en), ULi et jusqu'en 2006, BenQ. Ainsi, Acer développe directement ou indirectement la plupart des pièces qu'il incorpore à ses produits (chipsets audio et graphique, dalles d'écrans, etc.).
En août 2007, Acer prend le contrôle du constructeur américain d'ordinateurs Gateway dont eMachines, et de Packard Bell en septembre, et se hisse ainsi au troisième rang des constructeurs informatiques (10 % du marché mondial,) dans le monde, derrière les américains Hewlett-Packard et Dell, mais devant le chinois Lenovo et en atteignant ainsi une production de 20 millions d'ordinateurs par an.
En mars 2008, Acer a annoncé l'acquisition de la compagnie industrielle taïwanaise E-TEN spécialisée dans les téléphones mobiles de type smartphone pour 290 millions de dollars. La même année, à Munich, Acer annonce sa nouvelle gamme d'ordinateurs de bureau destinés aux joueurs qu'ils ont baptisés Predator. Étant réservée aux fans de jeux vidéo, cette gamme a pour but d'offrir une configuration matérielle bien au-delà de celle que l'on peut trouver sur le marché. Ainsi, avec cette gamme, Acer, concurrence directement Alienware. Il est l'un des premiers sur l'échelle informatique.
Début 2009, Acer relance la marque Gateway en Europe. Avec pour objectif cette stratégie multimarques :
- Packard Bell vise le grand public ;
- eMachines le grand public premier prix ;
- Gateway cible lui les entreprises de plus grandes dimensions ;
- Acer mise sur la mobilité pour séduire à la fois les consommateurs et le marché du SoHo (Small Office and Home Office ou en français les très petites entreprises).

En avril 2011, Jim Wong devient le nouveau P-DG d'Acer, succédant a Gianfranco Lanci, démissionnaire.
En 2012, Acer est classé 4e des fabricants de PC, derrière Lenovo, qui a réalisé une progression fulgurante, Hewlett-Packard et Dell, avec une part du marché mondial de 9,5 % en volume.

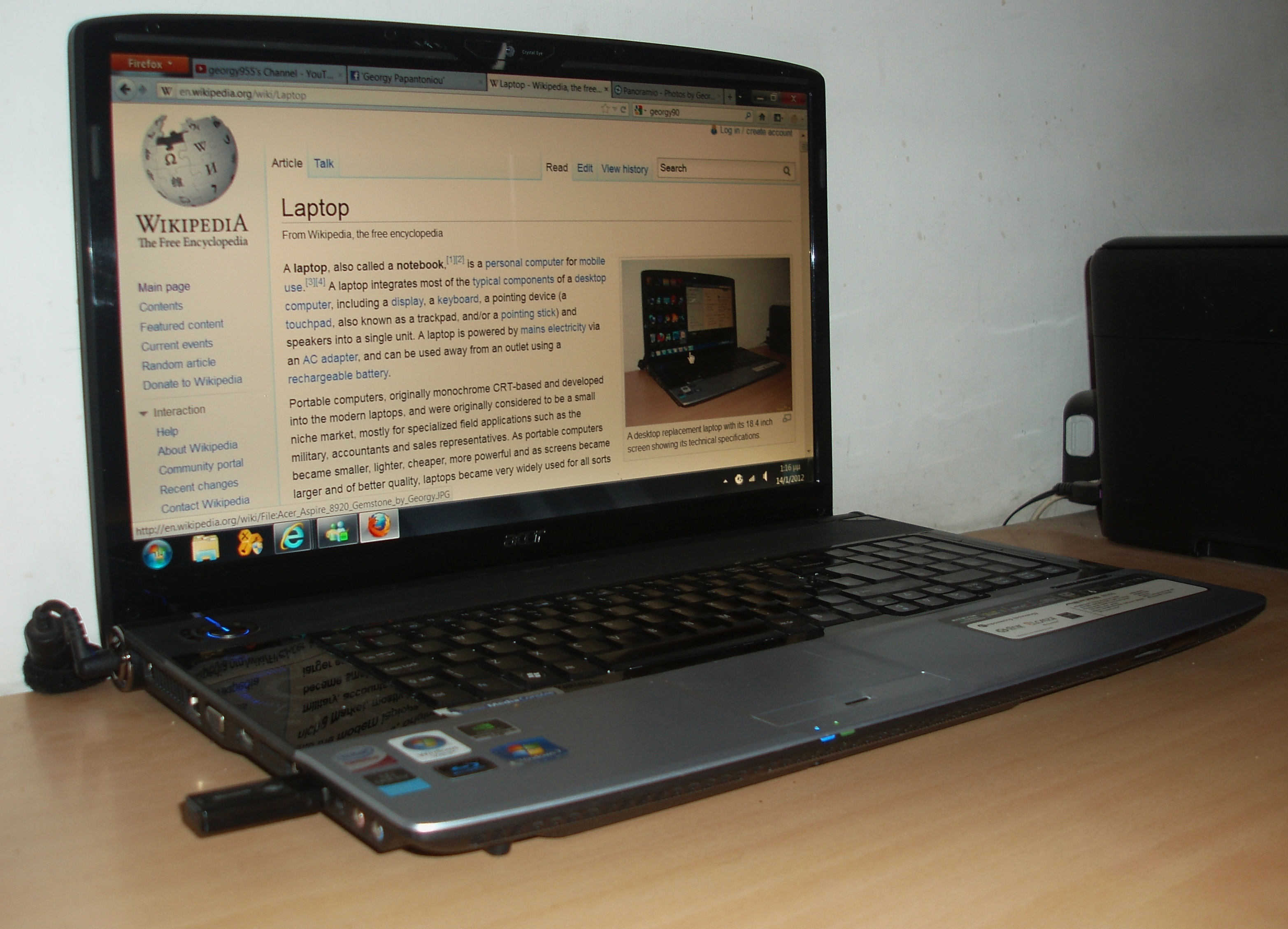
Acer Aspire 8920G Notebook

Identité visuelle d'ACER
Logo créé en 1987 et remplacé en 2001
Logo créé en 2001 et remplacé en 2011
Logo depuis avril 2011

### Boutique éphémère
Afin d'accroître sa notoriété la marque Acer organise à la fin de 2014 une boutique éphémère à la Crèmerie de Paris. De nombreuses personnalités du monde de la télévision tels que Maxime Musqua ou Christophe Beaugrand se sont rendus à cette boutique qui a été suivie par les médias,,,.

## Actionnaires
Liste des principaux actionnaires au 29 octobre 2019.
| The Vanguard Group                     | 2,96% |
| Capital Research & Management (Global) | 2,69% |
| Shih Stan (famille)                    | 2,39% |
| Fidelity Management & Research         | 2,11% |
| Chen Jung Shih                         | 1,62% |
| Capital Research & Management World)   | 1,28% |
| JPMorgan Asset Management              | 1,23% |
| Massachusetts Financial Services       | 1,22% |
| Eastspring Investments                 | 1,13% |
| Civil Servant's Retirement Fund        | 1,09% |

## Produits
Acer est constructeur informatique de :
- Ordinateurs portables et ultrafins, ordinateurs de bureau, convertibles et tablettes.
- Moniteurs et vidéoprojecteurs.
- Accessoires, périphériques, casques de réalité virtuelle.

### Quelques lignes de produits notables
- Acer Extensa (en) series - Ordinateurs portables orientés entreprise
- Acer Iconia - Ordinateurs tablettes
- Acer Aspire (en) - Ordinateurs portables personnels d'entrée à gamme à milieu de gamme
- Acer TravelMate (en) - Ordinateurs portables allégés orientés entreprise
- Acer Nitro - Ordinateurs portables joueurs milieu de gamme
- Acer Predator (en) - Ordinateurs portables (et fixes) joueurs milieu à haut de gamme
- Acer Aspire One - Ordinateurs ultraportables de milieu à haut de gamme
- Acer Swift (en) - Ordinateurs portables ultra-portables de milieu et de haut de gamme
- Acer Spin - Ordinateurs portables deux-en-un d'entrée de gamme et de milieu de gamme
- Acer ConceptD - Ordinateurs de bureau et portables conçus pour les studios et le rendu
- Acer Veriton (en) -Ordinateurs d'entreprise haut de gamme
- Acer Enduro - Ordinateurs portables endurcis
- Acer Enduro Urban - Ordinateurs portables légers endurcis.

### Smartphones
En 2009, après avoir pénétré le marché des NetBooks, Acer s’attaque à celui des Smartphones  à la suite du rachat de la société Eten, connue pour ses téléphones Glofiish. La première série de téléphones présentés par Acer est équipée de Windows Mobile. Ces quatre Smartphones sont les DX900, DX650, X960 et F900.
Fin 2009, Acer lance un premier téléphone Android, l'Acer Liquid. Le succès semble au rendez-vous et les tests plutôt positifs, si bien qu’Acer décide de renforcer sa gamme Android, notamment avec l'Acer Stream et la gamme Acer betouch, tout en maintenant le rythme des sorties sous Windows Mobile.
Durant les années 2010 en France, les Smartphones Acer sont vendus par deux des trois grands opérateurs  (SFR et Bouygues Telecom), par certains MVNO (Afone Mobile, NRJ Mobile, etc.), par les magasins spécialisés en télécoms (Phone and Phone, TelAndCom, etc.), par la grande distribution (Auchan, Boulanger, Cora, etc.) et enfin par les magasins de commerce en ligne (Cdiscount, Rueducommerce, GrosBill, Pixmania, etc.).

## Acer dans le sport

### Sports mécaniques

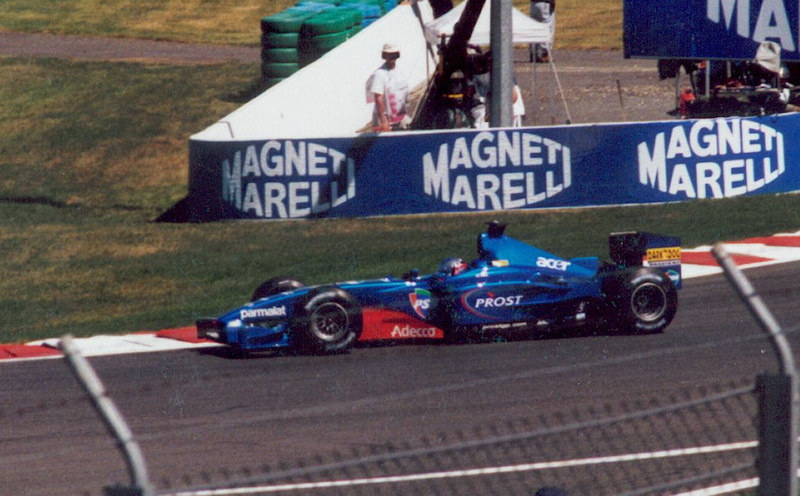
Jean Alesi sur Prost-Acer AP04 au GP de France en 2001

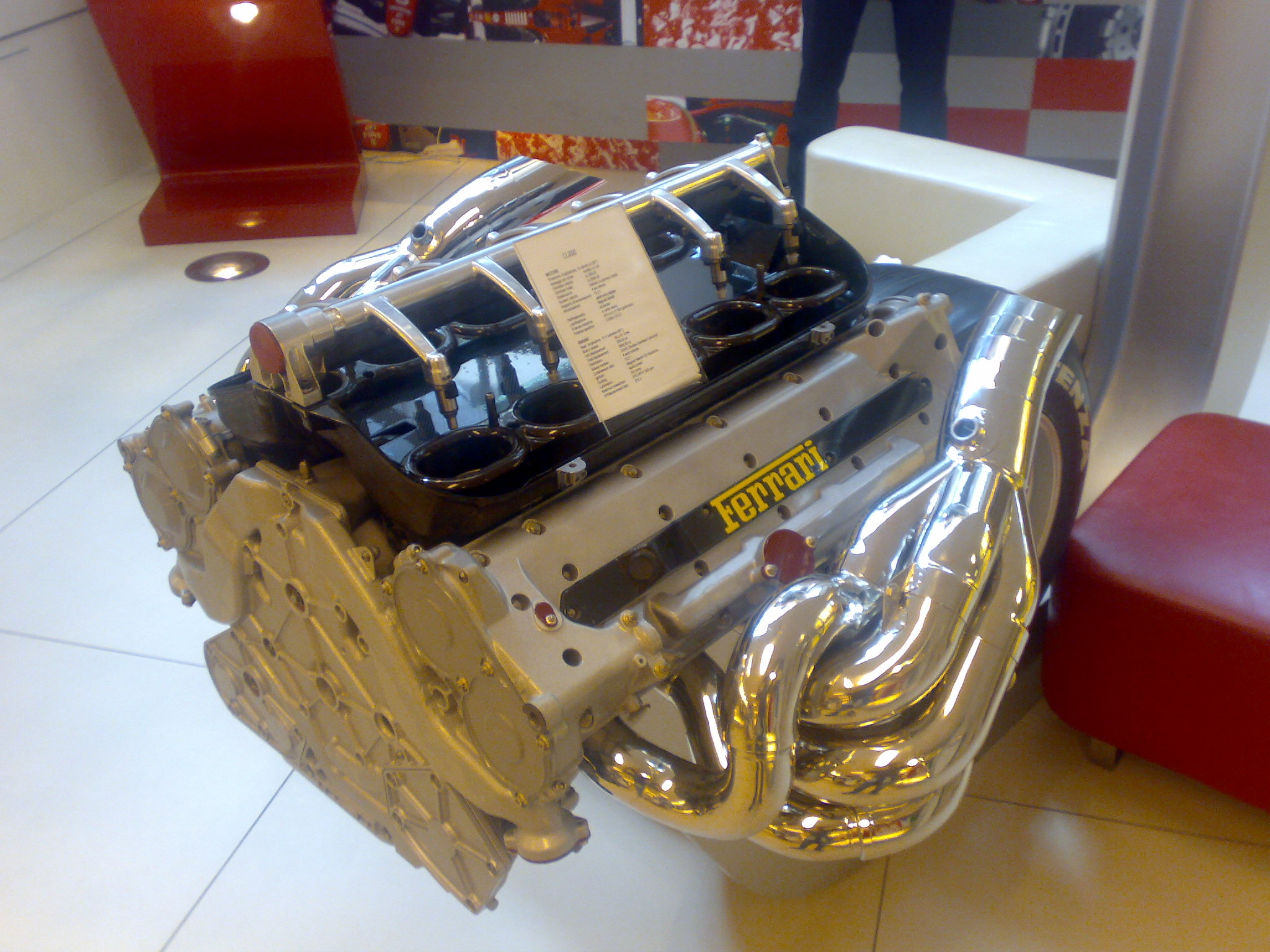
Moteur Ferrari 049C de 2000, rebadgé Acer en 2001

Acer a commencé ses activités en Formule 1 en 2000 en tant que commanditaire de l'équipe BAR-Honda. L'année suivante, Acer devient commanditaire de l'équipe Prost Grand Prix et sert de prête-nom au moteur Ferrari 049C client (moteur champion du monde en 2000) utilisé par les monoplaces de l'équipe. Les monoplaces françaises s'inscrivent donc au championnat du monde sous le nom Prost-Acer,.
Ce moteur a pris le départ de dix-sept Grands Prix et a permis à Prost Grand Prix d'inscrire un total de quatre points. Son meilleur résultat est une cinquième place au Grand Prix du Canada (Jean Alesi sur AP04) et la meilleure qualification a été obtenue par Heinz-Harald Frentzen, quatrième sur la grille du Grand Prix de Belgique. Le partenariat entre Acer et Prost se termine à la fin de la saison 2001.
Depuis 2003, Acer est partenaire financier et technique de la Scuderia Ferrari. Outre le soutien de l'équipe de Formule 1, l'alliance aboutit à la création d'une ligne de produits Acer portant la marque Ferrari.
Acer a aussi été présent en Moto GP en 2007, en tant que partenaire de l'équipe Yamaha.

#### Caractéristiques techniques de l'Acer 01A
- Moteur conçu par Ferrari sous le nom Ferrari 049C.
- Moteur engagé en 2001.
- 10 cylindres en V à 90°
- Cylindrée : 2 997 cm3
- Régime moteur : 16 200 tr/min
- Puissance estimée : 800 ch

### Autres sports
En football, Acer a signé un partenariat avec le FC Internazionale Milano en 2003. Depuis 2007, Acer est de plus fournisseur du FC Barcelone. Acer est aussi l'un des sponsors de l'Espérance sportive de Tunis. Enfin, l'entreprise fait partie des partenaires officiels des Jeux olympiques d'hiver de 2010 et d'été de 2012. En mars 2015, Acer annonce un nouveau partenariat avec le Football Club des Girondins de Bordeaux.